# Callyspongia fungosa
Callyspongia fungosa är en svampdjursart som beskrevs av Hooper och Wiedenmayer 1994. Callyspongia fungosa ingår i släktet Callyspongia och familjen Callyspongiidae. Inga underarter finns listade i Catalogue of Life.